# 錫比利尼山脈國家公園
錫比利尼山脈國家公園（義大利語：Parco Nazionale dei Monti Sibillini）是位於義大利馬切拉塔省，費爾莫、阿斯科利皮切諾省和佩魯賈省的一個國家公園。錫比利尼山脈國家公園成立於1993年，現在面積超過70000公頃。